# Det forsømte forår
Det forsømte forår er en roman fra 1940 af Hans Scherfig. Romanen blev filmatiseret i 1993.
Romanen begynder med et flashback, der fortæller om den frygtede latinlærer C. Blommes død. Han er blevet forgiftet af et af sine favoritbolsjer, et maltbolsje. Her bliver det store spørgsmål stillet: Hvem er morderen?
Så beskriver Scherfig "den sorte skole" i 1910'erne, med alt hvad den byder på af både godt og ondt: lærerne fremstilles som frygtindgydende magthavere, og eleverne som ydmyge undersåtter.
Scenerne genopleves i tankerne på tidligere elever, der er til gensynsmiddag.
Romanen er nært forbundet med Den forsvundne fuldmægtig: to centrale personer, Teodor Amsted og Michael Mogensen, optræder i begge værker.